# Rossbol
Rossbol är en by i Lockne distrikt (Lockne socken) i Östersunds kommun, Jämtlands län (Jämtland). Byn är belägen på östra sidan av Locknesjön vid länsväg 568, cirka åtta kilometer från Brunflo. Fram till och med 2005 klassades Rossbol som en småort av SCB.